# 宮浦村
宮浦村（みやうらむら）は1955年（昭和30年）まで愛媛県越智郡にあった村である。
1955年（昭和30年）に鏡村との2か村が合併、町制施行し大三島町となり、自治体としてはその歴史を閉じた。大三島町は、1956年（昭和31年）に岡山村と合併、さらに平成の市町村合併で今治市と越智郡11か町村の合併により今治市となり、現在に至っている。
「宮浦」の名称は、現在も企業・商店の名称等に用いられている（ただし、地理的により広い範囲を指す「大三島」を冠するものが多い）。なお、公立小学校の名称もかつては宮浦小学校であったが、統合の結果「大三島小学校」となっている。

## 地理
瀬戸内海のほぼ中央、芸予諸島の一角の大三島の西中部。現在の今治市の北部。東に鷲ヶ頭山をはさみ上浦村と接する。南は岡山村と、北は鏡村と接していた。島の西側に北から鏡村 - 宮浦村 - 岡山村と並んでいた。
海をはさみ、対岸は広島県の大崎下島。
村名の由来
大山祗神社の鎮座する浦という意味。
川
宮浦川、明治川、台川
山
鷲ヶ頭山

## 社会

### 地域・集落
合併前の旧2か村の名をそのまま大字として継承した。合併し大三島町になっても継承された。北に宮浦、南に台という並び。
宮浦（みやうら）、台（うてな）
なお、現在、今治市になってからの地名表記は「大三島町」に旧の大字を続ける。大字は省く。（例） 今治市大三島町宮浦

### 行政
歴代村長
庁舎

## 歴史
地域の歴史については大三島の記事を参照のこと。以下は村行政の沿革に絞っている。

### 村の沿革
- 宮浦村という村名は藩政期から存在した。
- 1685年（貞享2年）　宮浦村から台村を分割。
- 1889年（明治22年） 12月15日 - 町村制施行により、宮浦、台の2か村が合併して、越智郡宮浦村発足。役場を大字宮浦におく。
- 1955年（昭和30年） 3月31日 – 鏡村、宮浦村の2か村の合併、町制施行により大三島町となり、自治体としての歴史を閉じる。

```
宮浦村の系譜
（町村制実施以前の村）　（明治期）　　　　　　（昭和の合併）　　　　　　　　　（平成の合併）
　　　　　　　　　　　　町村制施行時
肥海　　━━━┓
大見　　━━━╋━━━鏡村　━━━━━━━━┓昭和30年3月31日　昭和31年9月23日
明日　　━━━┛　　　　　　　　　　　　　　┃　町制　　　　　　合体
宮浦　　━━━┓　　　　　　　　　　　　　　┣━大三島町━━┳━━━━━━━━━━┓
　　　　　　　┣━━━宮浦村━━━━━━━━┛　　　　　　　┃　　　　　　　　　　┃
台　　　━━━┛　　　　　　　　　　　　　　　　　　　　　　┃　　　　　　　　　　┃
野々江　━━━┓　　　　　　　　　　　　　　　　　　　　　　┃　　　　　　　　　　┃
口総　　━━━┫　　　　　　　　　　　　　　　　　　　　　　┃　　　　　　　　　　┃
浦戸　　━━━╋━━━岡山村━━━━━━━━━━━━━━━━┛　　　　　　　　　　┃
宗方　　━━━┛　　　　　　　　　　　　　　　　　　　　　　　　　　　　　　　　　┃平成17年1月16日
　　　　　　　　　　　　　　　　　　　　　　　　　　　　　　　　　　　　　　　　　┃新設合併、新・今治市発足
　　　　　　　　　　　　　　　　　　　　　　　　　　　　　　　　　　今治市━━━━╋━━今治市
　　　　　　　　　　　　　　　　　　　　　　　　　　　　　　　　　　朝倉村━━━━┫
　　　　　　　　　　　　　　　　　　　　　　　　　　　　　　　　　　玉川町━━━━┫
　　　　　　　　　　　　　　　　　　　　　　　　　　　　　　　　　　波方町━━━━┫
　　　　　　　　　　　　　　　　　　　　　　　　　　　　　　　　　　大西町━━━━┫
　　　　　　　　　　　　　　　　　　　　　　　　　　　　　　　　　　菊間町━━━━┫
　　　　　　　　　　　　　　　　　　　　　　　　　　　　　　　　　　吉海村━━━━┫
　　　　　　　　　　　　　　　　　　　　　　　　　　　　　　　　　　宮窪町━━━━┫
　　　　　　　　　　　　　　　　　　　　　　　　　　　　　　　　　　伯方町━━━━┫
　　　　　　　　　　　　　　　　　　　　　　　　　　　　　　　　　　上浦町━━━━┫
　　　　　　　　　　　　　　　　　　　　　　　　　　　　　　　　　　関前村━━━━┛
（注記）今治市以下の市町村の合併以前の系譜はそれぞれの市・町・村の記事を参照のこと。

```

## 産業
甘藷、かんきつ類、除虫菊などを産した。藩政期には木綿も産した。

## 交通
- 鉄道は通っていない。
- 宮浦港